# Nevaio Garibaldi
Il nevaio Garibaldi (in inglese: Garibaldi Névé) è un campo di ghiaccio che copre una superficie di 35 km² nelle Montagne Costiere della Catena Costiera Pacifica. Si trova nel sud-ovest della Columbia Britannica, in Canada, sul lato est del monte Garibaldi, nella parte meridionale della catena. Il drenaggio è ad est nel fiume Pitt, a sud-ovest nel Ring Creek e a nord-ovest nel lago Garibaldi. 
Lo spessore di neve fresca può raggiungere nel periodo invernale i 5 metri; questa nevosità tende a riempire i crepacci di neve. Diversi picchi emergono dal campo di ghiaccio, come lo Sharkfin e il Pikes. 
La Traverse Garibaldi Névé, il cui itinerario fu fissato negli anni 1940, è una prova di sci alpinismo che si svolge sul ghiacciaio da nord a sud e che dura di solito due o tre giorni.